# 1Lib1Ref

Logo de la Biblioteca Wikipedia.

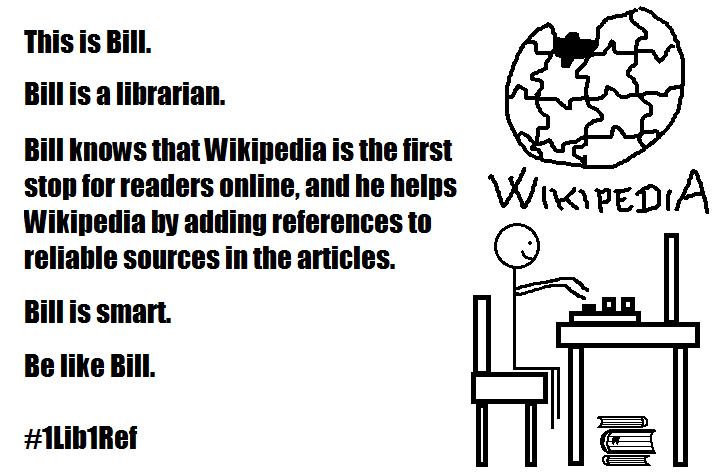
Meme del medio social Be Like Bill creado en respuesta a la campaña #1lib1ref.

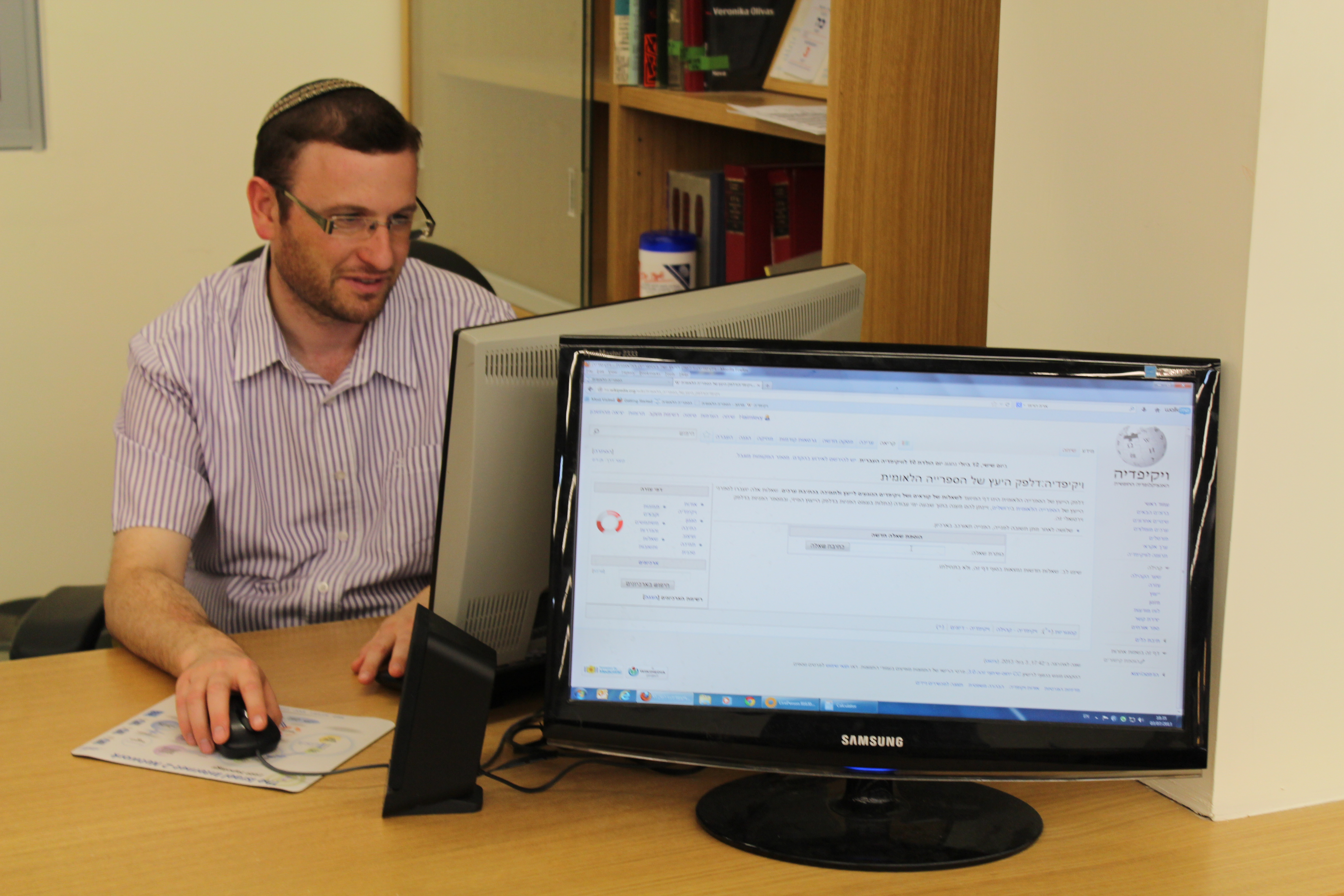
Un trabajador en su escritorio en la 'Israeli National Library'. La 'National Library' de Israel responde regularmente a preguntas y cuestiones de los editores y lectores de Wikipedia.

La Campaña #1Lib1Ref, también conocida como Campaña ‘un bibliotecario, una referencia’ o #1Bib1Ref, es una iniciativa cuyo objetivo general es promover la participación de nuevos editores en Wikipedia, entre ellos particularmente los bibliotecarios y las personas que de una forma u otra están ligadas a las bibliotecas y a los centros de documentación. También se busca mejorar las referencias presentes en los distintos wikiartículos en diferentes idiomas, debido a que en muchos casos no se tienen todas las referencias que se deberían tener, y/o que los respectivos enlaces están rotos o ya no existen. Por ello,  se promueve la participación de personas interesadas en mejorar las referencias en Wikipedia, ya sea que se tenga mucha o poca experiencia previa en Wikipedia.
Durante sus intervenciones en esta campaña, los participantes deben insertar el hashtag "#1lib1ref", en la ventana que corresponde al resumen de edición, y antes de guardar los cambios que incluyan las citas que se agregan o que se corrigen. De esta forma y accediendo a historial del respectivo wikiartículo (consultar: información de historial en Wikipedia así como), se podrán observar con facilidad las intervenciones que se computan a esta campaña.
En su edición 2017, la campaña se desarrolló del 15 de enero al 3 de febrero de dicho año.

## Antecedentes que promovieron y concretaron esta idea
Inicialmente, la campaña de publicidad #1Lib1Ref ("One Librarian, One Reference") se orientó a solicitar a cada bibliotecario en el mundo, a conmemorar el 15º aniversario de la iniciación del proyecto Wikipedia (15 de enero de 2016), mediante la adición de una referencia a dicha enciclopedia libre plurilingüe en línea.
Los organizadores de esa campaña estimaron que si cada bibliotecario en el planeta dedicaba alrededor de 15 minutos para agregar tan solo una referencia en la Wikipedia en idioma inglés, entonces dicha enciclopedia quedaría muy mejorada y consolidada, lográndose posiblemente así despejar el requerimiento planteado por la mayoría de las plantillas [citation needed] (a esa fecha, se calculó que eran 350.000 las plantillas presentes de este tipo).
El evento así planeado se desarrolló del 15 al 23 de enero de 2016, utilizándose el hashtag "#1lib1ref" para marcar los aportes hechos en el marco de esta iniciativa.

## Resumen de resultados de la campaña del año 2016
Al finalizar la campaña 2016, se contabilizó un total de 1.232 revisiones en 879 páginas digitales, implementadas por 327 usuarios participantes en 9 diferentes idiomas. Todas estas revisiones fueron convenientemente marcadas agregando el hashtag #1lib1ref en la ventana del correspondiente resumen de edición.

## Cuadro referencial
| Año de realización | Fechas                     | Participantes | Principales resultados      | Principales referencias |
| ------------------ | -------------------------- | ------------- | --------------------------- | ----------------------- |
| 2016               | 15-23 de enero             | 327 usuarios  | 1.232 revisiones, 9 idiomas | [ 7 ]                   |
| 2017               | 15 de enero – 3 de febrero |               |                             |                         |